# HMS C28
HMS C28 – brytyjski okręt podwodny typu C. Zbudowany w latach 1908–1909 w  Zakładach Vickers w Barrow-in-Furness. Okręt został wodowany 22 kwietnia 1909 roku i rozpoczął służbę w Royal Navy 14 sierpnia 1909 roku.
W 1914 roku C28 stacjonował w Leith przydzielony do Siódmej Flotylli Okrętów Podwodnych (7th Submarine Flotilla) pod dowództwem Kennetha Michella.
25 sierpnia 1921 roku okręt został sprzedany w Sunderland i zezłomowany.